# Sufi Zentrum Rabbaniyya

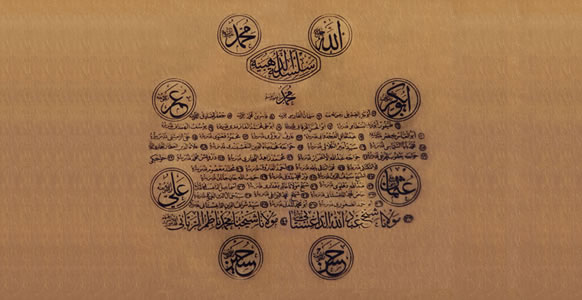
Die goldene Kette der 40 einander folgenden Großsheikhs zeigt die lange Tradition des Naqshbandiyya-Ordens (arabisch)

Das Sufi Zentrum Rabbaniyya (ehemals Sufizentrum Berlin) ist eine Gruppe des Naqschbandi-Sufi-Ordens in Deutschland.
Die Gruppe wird von Sheikh Eşref Efendi in Trägerschaft des gemeinnützigen "Der wahre Mensch" e.V., mit Sitz in Eigeltingen-Reute (Bodensee) geleitet.

## Geschichte
Das Sufi-Zentrum Rabbaniyya eröffnete 2003 ein Meditations-Zentrum in Berlin-Neukölln, in dem religiöse Gebete und Lesungen, aber auch Sozialberatung, Yoga-, Tanz- und Musikveranstaltungen stattfanden. Nachdem Großscheich Nazım Kıbrısi 2014 gestorben war, strukturierte sich die Gruppe im November des Jahres um. Sie schloss das Zentrum in Berlin, eröffnete das Sufi-Zentrum Köln des assoziierten Mevlana e.V. in Köln und zog in das ebenfalls neue Sufiland in Eigeltingen-Reute am Bodensee. Veranstaltungen in Berlin werden zum Teil in der Ufafabrik in Berlin-Tempelhof weitergeführt.

## Wirken
Die Gruppe mit der Selbstbezeichnung „Europäische Mitte für eine interspirituelle Begegnung“ erhält seine wachsende, nationale und internationale Bedeutung dadurch, dass sie als Repräsentant für den Sufismus im Speziellen und den liberalen Islam im Allgemeinen verstanden wird und sich für den interreligiösen Dialog engagiert. Seine Gelehrten werden in diesem Zusammenhang von diversen Institutionen und Gemeinden eingeladen, wie zur Beerdigung von Paul Spiegel 2006 in Berlin, zum World Alliance of Religions-Gipfel 2014 in Südkorea, zum World Peace Forum 2015 in Rumänien, oder zum Friedensgebet anlässlich des Karnevals der Kulturen 2015 in Berlin.
Die Veranstaltungen der Zentren sind kostenfrei. Es wird betont, dass Zugang für alle Menschen besteht.

## Veröffentlichungen von Sheikh Eşref Efendi
- Trinke aus der Quelle der Weisheit, Sheikh Eşref Efendi, New Ottomans Verlag, Berlin, Juli 2004, ISBN 3-9809572-0-9.
- Schlüssel zur Pforte der Schöpfung, Sheikh Eşref Efendi, Pro Business Verlag, Berlin, Juni 2006, ISBN 3-939000-86-8.